# 이스파르타주

이스파르타주의 위치

이스파르타주(튀르키예어: Isparta ili)는 튀르키예 남서부에 위치한 주로, 지중해 지역에 속한다. 주도는 이스파르타이며 면적은 8,993km2, 인구는 547,525명(2006년 기준), 자동차 번호는 32번, 시외전화 지역번호는 0246번이다. 사과와 앵두, 포도, 장미 재배와 융단 제작으로 유명하며 13개 군을 관할한다.